# Andraž Vehovar
Andraž Vehovar (Liubliana, 1 de março de 1972) é um ex-canoísta de slalom esloveno na modalidade de canoagem.

## Carreira
Foi vencedor da medalha de prata em slalom K-1 em Atlanta 1996.